# Бедфордшир
Бедфордшир (енгл. Bedfordshire) је грофовија у југоисточној Енглеској. Граничи се са грофовијама: Кембриџшир, Нортхемптоншир, Бакингамшир и Хартфордшир. Област се састоји из три аутономне целине и нема главни град.
Као политички чинилац, Бедфордшир се помиње 1010. године.

## Администрација
Бедфордшир је подељен на три аутономне области. Веће грофовије је распуштено 1. априла 2009. Области су: Бедфорд, Централни Бедфордшир и Лутон. И поред непостојања већа, три области заједнички обављају неке послове (хитне службе, образовање, библиотеке и др).